# Ящик Пандоры (пещера)
Я́щик Пандо́ры — пещера на левом берегу реки Белый Июс, в Кузнецком Алатау, республика (Хакасия).
Протяжённость закартированных ходов пещеры составляет около 11 км, глубина — более 180 м. В настоящее время по инициативе красноярских спелеологов идёт работа по новой топосъёмке пещеры, включая неотснятые ранее ходы. Пещера лабиринтового типа, в известняках, имеет один вход. Имеются многочисленные колодцы, крупные залы, галереи на нескольких уровнях, пещерные озёра, натёчные образования. Средняя температура составляет +5 °С. Есть летучие мыши.

## История исследований
Пещера была открыта в начале 1970-х годов сотрудниками Сыйской гляциологической станции в 4-х километрах от деревни Малая Сыя. На тот момент пещера представляла собой единственный входной световой грот Широкий. С 1976 года попытки проникнуть в подземную систему через соседние мелкие пещеры вели спелеологи из Осинников под руководством В. Власенко. В 1981 году, целенаправленные раскопки в Широком, проводившиеся спелеологами из Осинников и Томска, вскрыли проход в верхние этажи пещеры. В дальнейшем, исследованием пещеры занимались также спелеологи Новокузнецка. Название пещере было предложено новосибирским биологом Н. П. Миронычевой-Токаревой, и выбрано жребием из ряда других вариантов.

## Происшествия в пещере
В Ящике Пандоры погибло три человека. 03.12.1989 разбился насмерть новосибирец Андрей Агеев. Летом 2003 года в верхней части пещеры погиб новосибирский археолог Станислав Шубин. 02.02.2005 при попытке прокопать ход в продолжение на дне пещеры погиб под завалом новосибирский спелеолог Павел Галкин.